# I Love Money
I Love Money és una sèrie de televisió estatunidenca de reality show emetent-se a VH1 i produïda per 51 Minds Entertainment, una subsidiària d'Endemol, i és un spin-off de les sèries Flavor of Love, Charm School, I Love New York, Rock of Love, Real Chance of Love, For the Love of Ray J, Daisy of Love i Megan Wants a Millionaire. Va ser creat pels productors executius Cris Abrego i Mark Cronin.

## Primera temporada
En la primera temporada, se seleccionen concursants de les primeres dues temporades de Flavor of Love, I Love New York i Rock of Love, i competien en desafiaments físics i mentals per intentar aconseguir 250,000$. La producció va començar a principis de febrer de 2008, i va concloure el març de 2008. L'espectacle va estrenar-se el 6 de juliol de 2008 i el repartiment especial va sortir a l'aire l'1 de juliol. Craig J. Jackson és el presentador de l'espectacle. El guanyador va ser Nicole Alexander, conegut com a "Hoopz".